# 李慕韓
李慕韩（1876年—1947年）字荆瞻，号町民，晚号栖霞老人，福建省泉州府惠安县螺城人，清末民初政治人物。

## 生平
李慕韩是清朝末年优贡，后任资政院议员。
1926年，李慕韩等人在惠安创办新民小学。
1927年3月26日，惠安县农民提出打倒土豪劣绅“ 通城虎”陈伯邵、李慕韩的口号，封闭了“ 同善社”，到处捉拿陈伯邵、李慕韩。陈伯邵乘人不备逃跑，被严谦击伤后逃到惠安县城外，当地驻军反而拘留了严谦等人。惠北等地的农民协会随即发动农协会员以及农民自卫军共达1000余人，高举“牛犁旗”（农协会旗）攻入公婆笼，向地方当局施压。后来，经过政治监察署的交涉以及国民革命军东路军政治部的电令，驻军乃释放了严谦等人。
1947年，李慕韩逝世。

## 著作
- 《怀蓼斋诗文存》[1]